# Aitape
Aitape est une ville de la province de Sandaun en Papouasie-Nouvelle-Guinée, lieu d'un débarquement amphibie américain au printemps 1944 durant la guerre du Pacifique.
La région environnante à cette ville fut par la suite le théâtre de la bataille d'Aitape le long de la rivière Driniumor en juillet et août 1944, puis de la campagne d'Aitape-Wewak de novembre à août 1945.